# 6 mm Flobert
Els cartutxos .22 Flobert (anomenats a Europa 6 mm Flobert) van ser els primers cartutxos de percussió anul·lar al món, dissenyats i produïts el 1845 per a la pistola de Saló Flobert. Aquests cartutxos no usen pólvora, sinó que són propulsats per Fulminat de mercuri. Aquest cartutx també és la base per a la creació d'armes que utilitzen una càpsula fulminant com a impulsor i un balí (pellet) o perdigó (BB) com a projectil.
Els cartutxos 6 mm Flobert, pel seu baix contingut de detonant, aconsegueixen velocitats entre els 220 i 210 metres per segon, aproximadament el mateix que un fusell d'aire comprimit calibre 5,5 mm de mitjana potència, però com que el pes del projectil és més gran, aquests cartutxos produeixen una energia d'impacte d'entre 27 i 46 joule, l'equivalent a un fusell d'aire d'alta potència.

## Tipus
En general als cartutxos 6 mm Flobert se'ls pot donar la denominació mil·limètrica de 5,6 x 7, però existeixen les dues excepcions, el 6 mm Flobert Bosquette i el 6 mm Flobert National, la denominació mètrica decimal dels mateixos es pot indicar com 5,85 x 7, ambdós, tenen més fulminant, i una bala amb una mica més de pes, per la qual cosa, produeixen més velocitat i més energia d'impacte. El National té un pes de 34 grans i una velocitat de 240 m/s, fet que produeix una energia d'impacte de més de 63 joule, mentre el Bosquette té un pes de 33 grans i una velocitat de 245 m/s, amb 64 Joule d'energia d'impacte.
Actualment els cartutxos 6 mm Flobert i .22 Curt s'utilitzen molt poc. En països com Mèxic és més usat el sistema de càpsula fulminant amb projectil. Est consisteix simplement a col·locar un balí de plom o una posta, davant d'una càpsula fulminant (que solament és la beina d'un cartutx .22 Curt retallat i tancat en forma de flor, carregat amb fulminat de mercuri en lloc de pólvora). Ambdós quan el percussor copeja la pestanya de la càpsula fulminant, generen una detonació molt menor que la produïda per un cartutx .22 Curt. A Mèxic existeixen dues empreses dedicades a la fabricació d'armes amb aquest sistema, Productes Mendoza i Indústries Cabanyes, cadascuna amb el seu propi sistema de percussió i extracció. Aquest tipus de sistema en general és mono-tret, i solament s'usen càpsules fulminants o de salva calibre .22 amb balí (pellet) o perdigó (BB) calibre 4,5 mm (.177’’)
Actualment a Europa solament es fabriquen com a "armes de jardí", ja que no contenen pólvora i el seu efecte és molt similar al causat per les armes d'aire comprimit.